# Nepokoje v Los Angeles 1992
Nepokoje v Los Angeles 1992, také známé jako nepokoje Rodneyho Kinga, nepokoje v South Central a povstání v Los Angeles, byly sérií vážných nepokojů, rabování a žhářství, jež se odehrály v Los Angeles County v Kalifornii v roce 1992. Vyvolalo je zproštění obvinění policistů v případu natočeného policejního násilí. Jednalo se o největší nepokoje ve Spojených státech amerických od nepokojů v Detroitu 1967, nejrozsáhlejší v Los Angeles od nepokojů ve čtvrti Watts 1965 a o nepokoje s největším počtem úmrtí od nepokojů v New Yorku 1863.
Nepokoje vypukly na konci dubna 1992 ve čtvrti South Central a rozšířily se do dalších částí Los Angeles. Trvaly šest dní. Začaly 29. dubna v den vynesení rozsudku o zproštění viny čtyř policitů z užití nepřiměřené síly během zásahu Los Angeles Police Department z března 1991. Policisté především bílé pleti byli zachyceni na videokameru, jak bijí afroamerického muže jménem Rodney King. Tisíce lidí tehdy vyšly do ulic na protest proti rozsudku.
Během nepokojů byly zaznamenány rozsáhlé případy rabování, žhářství, útoků a zabití. Odhadovaná cena škod se vyšplhala přes miliardu dolarů. Nepokoje skončily po nasazení jednotek kalifornské národní gardy. Armáda byla nasazena až v situaci, kdy bylo jasné, že policie situaci nezvládla. Nepokoje si vynutily 53 mrtvých, 2 000 zraněných a 11 000 zatčených osob.
Po ukončení nepokojů byla sestavena vyšetřovací komise, která svou zprávu pod názvem The City in Crisis: A Report by the Special Advisor to the Board of Police Commissioners on the Civil Disorder in Los Angeles odevzdala v říjnu 1992. V důsledku nepokojů odstoupil policejní náčelník LAPD Daryl Gates a byl nahrazen Williem L. Williamsem, který byl prvním afroamerickým náčelníkem LAPD.

## Pozadí
Dne 3. března 1991 Rodney King a dva spolujezdci jeli po dálnici ve čtvrti Lake View Terrace, když byli vyzváni policisty z California Highway Patrol, aby zastavili. Následovala honička, při které rychlost vozů dosáhla až 185 km/h. Poté, co King zastavil, byli všichni zatčeni policisty Timothym Singerem a Melanie Singerovou.
Poté, co byli dva spolucestující zavedeni do policejního vozu, pět policistů LAPD (Stacey Koon, Laurence Powell, Timothy Wind, Theodore Briseno a Rolando Solano), se pokusilo zpacifikovat Kinga. Ten byl zasažen taserem, udeřen obuškem, sražen na zem a spoután. Policisté tvrdili, že King byl během zatčení pod vlivem fencyklidinu (PCP), což mělo způsobit, že byl velmi agresivní. Policista Koon uvedl, že King vzdoroval zatčení. Videonahrávka zatčení ukázala, že se King pokusil zvednout pokaždé, když byl sražen na zem, a policisté ho spoutali, až když ležel v klidu. Test na PCP byl negativní. Celý incident natočil svědek George Holliday ze svého bytu. Nahrávka se brzy dostala do všech amerických médií a stala se hybnou silou pro akce aktivistů.
Později King uvedl, že se pokoušel ujet, jelikož byl v podmínce za loupež. King se již dříve dopustil napadení, ublížení na těle a loupeží.
Následně byli čtyři policisté obviněni z použití nepřiměřené síly. Vedení soudu bylo přesunuto z Los Angeles County do Ventura County. Porota byla složena z devíti bělochů, jednoho Američana latinskoamerického původu, jednoho míšence a jednoho Asiata. Žalobce Terry White byl Afroameričan. Dne 29. dubna 1992 porotci zprostili obviněné policisty obvinění z použití nepřiměřené síly.

## Nepokoje
Nepokoje začaly v den vynesení rozsudku a jejich intenzita dosáhla maxima v následujících dvou dnech. Poté již upadala a vše skončilo šestého dne zásahem národní gardy.
Celkem bylo zabito 53 lidí, z toho osm zastřelili policisté a dva vojáci. Přes dva tisíce lidí bylo zraněno. Odhady škod se pohybují mezi osmi sty miliony a jednou miliardou dolarů. Bylo založeno přibližně 3 600 požárů a zničeno okolo 1 100 budov. Během nejhorších momentů přicházela hlášení o požárech každou minutu. Objevilo se také rabování. Často byly zasaženy obchody vlastněné Američany korejského původu a dalšími Asiaty.
Většina nepokojů se odehrála ve čtvrti South Central, která byla obydlena především Afroameričany, ale také hispánci. Méně než polovina zatčených a třetina zabitých byli hispánci.
Po skončení nepokojů bylo v oblasti nasazeno 13 000 policistů a vojáků, kteří střežili pořádek. Prezident George H. W. Bush podepsal prohlášení o katastrofě, které slibovalo finanční pomoc obětem nepokojů, včetně nízkých půjček pro poškozené ničením. Na přestavbu a obnovu mělo být vyčleněno šest miliard dolarů a vytvořeno 74 000 pracovních míst. Avšak většina původních vlastníků se k levným půjčkám nikdy nedostala.
O nepokojích byl natočen dokumentární film 112th & Central: Through the Eyes of the Children.